# Steens Mountain
Steens Mountain est une montagne située dans la partie sud-est de l'État américain de l'Oregon,. Située dans le comté de Harney, elle s'étend sur environ 80 km du nord au sud, et domine d'environ 1 300 m le désert d'Alvord, en culminant à 2 967 m d'altitude.
La Steens Mountain Wilderness protège sur 69 km2 le sommet et les pentes méridionales de Steens Mountain. 40 km2 sont protégés du pâturage et exempts de bétail.

## Toponymie
La montagne a d'abord été appelée Snowy Mountains par John Work, un commerçant de fourrures figurant parmi les premiers Européens dans la région. Elle a été renommée en 1860 en hommage au major de l'armée américaine Enoch Steen, qui a combattu et chassé les membres de la tribu Paiute de la montagne,.

## Géographie

### Géologie

Vue satellite de Steens Mountain.

Le versant oriental de Steens Mountain est composé principalement de basaltes empilés les uns sur les autres. Des coulées de lave de plusieurs centaines de mètres d'épaisseur ont recouvert la région il y a 17 à 14 millions d'années.

### Faune et flore

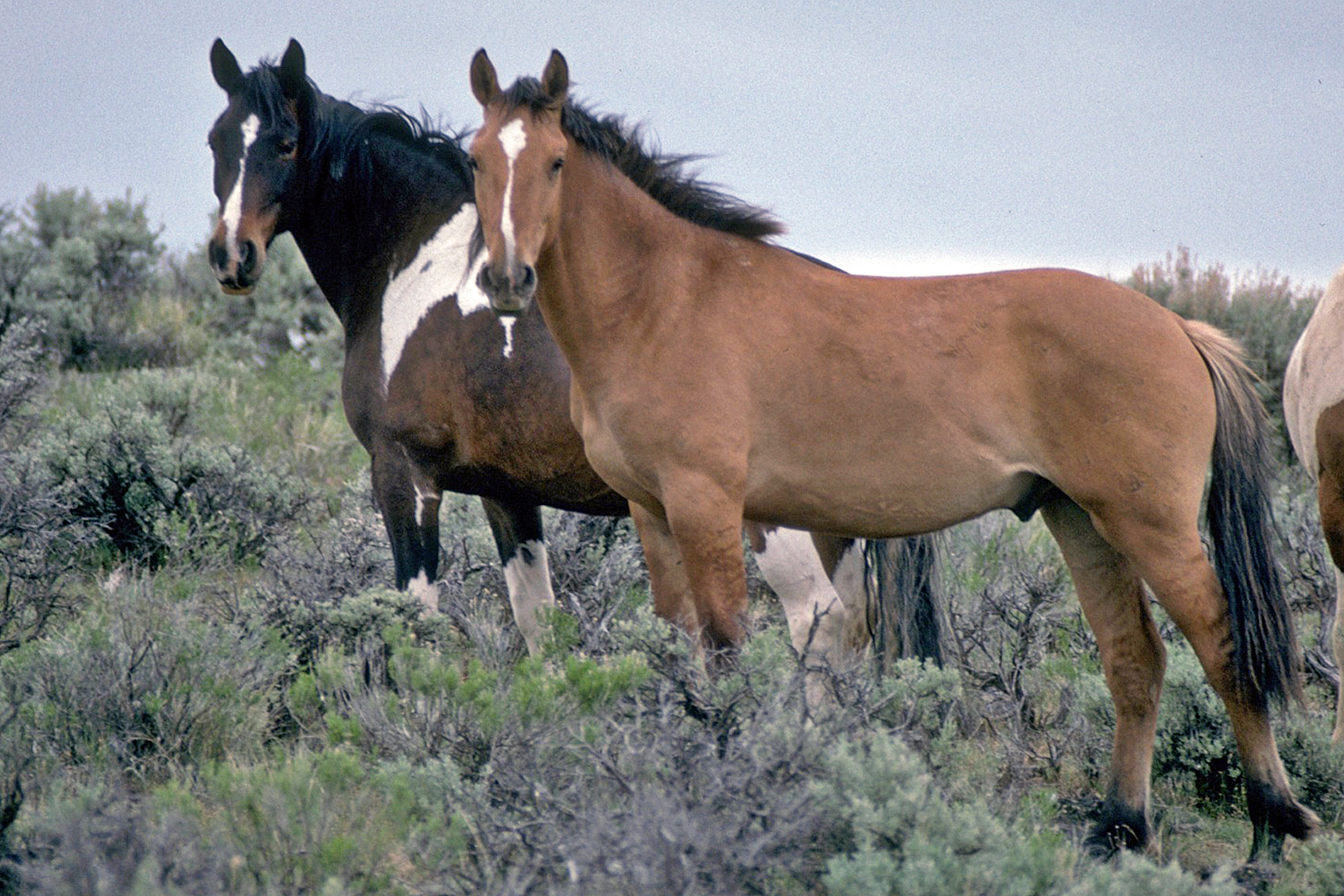
Chevaux sauvages et armoise sur Steens Mountain.

La végétation dans la Steens Mountain Wilderness varie considérablement selon l'altitude. Les plantes communes comprennent l'armoise, le genévrier, diverses espèces d'herbe à tussack, le Cercocarpe de montagne, le Peuplier faux-tremble, Polygonum bistortoides et le vératre. D'autres végétaux endémiques à Steens Mountain comprennent Castilleja pilosa var. Steenensis, Gentiana fremontii, Penstemon davidsonii var. Praeteritus, Cirsium peckii, Eriogonum cusickii,,.
Steens Mountain se distingue par son absence de conifères, en particulier de pin ponderosa et de sapin de Douglas, à des altitudes où ils se trouvent normalement. Bien que d'autres montagnes du Grand Bassin manquent également de conifères, Steens Mountain est la plus grande zone de montagne sans conifères. Une cause possible de l'absence de conifères est l'isolement de Steens Mountain, bien que l'absence de dispersion des graines par des espèces d'oiseaux telles que le Cassenoix d'Amérique puisse également être un facteur. Il est également possible que les incendies préhistoriques, y compris les incendies déclenchés par les Amérindiens, aient éradiqué la population de conifères. Abritant une grande variété d'animaux, la région est principalement connue pour l'observation, la chasse et la pêche. Aigles royaux, hiboux et tétras des armoises y sont protégés. Les autres animaux trouvés dans la région comprennent les crotales, les scorpions, les élans, les mouflons canadiens, les antilopes d'Amérique et les pumas. La région abrite des chevaux sauvages. Attirant beaucoup de controverse, le Bureau of Land Management se livre à des rafles de chevaux sauvages en utilisant des hélicoptères pour garder les chevaux. La Steens Mountain Wilderness abritait autrefois des grizzlis ; un crâne a été déterré dans le lac Malheur à proximité. Dans les années 1970, un carcajou a été piégé et relâché sur Steens Mountain.

## Activités

### Protection environnementale

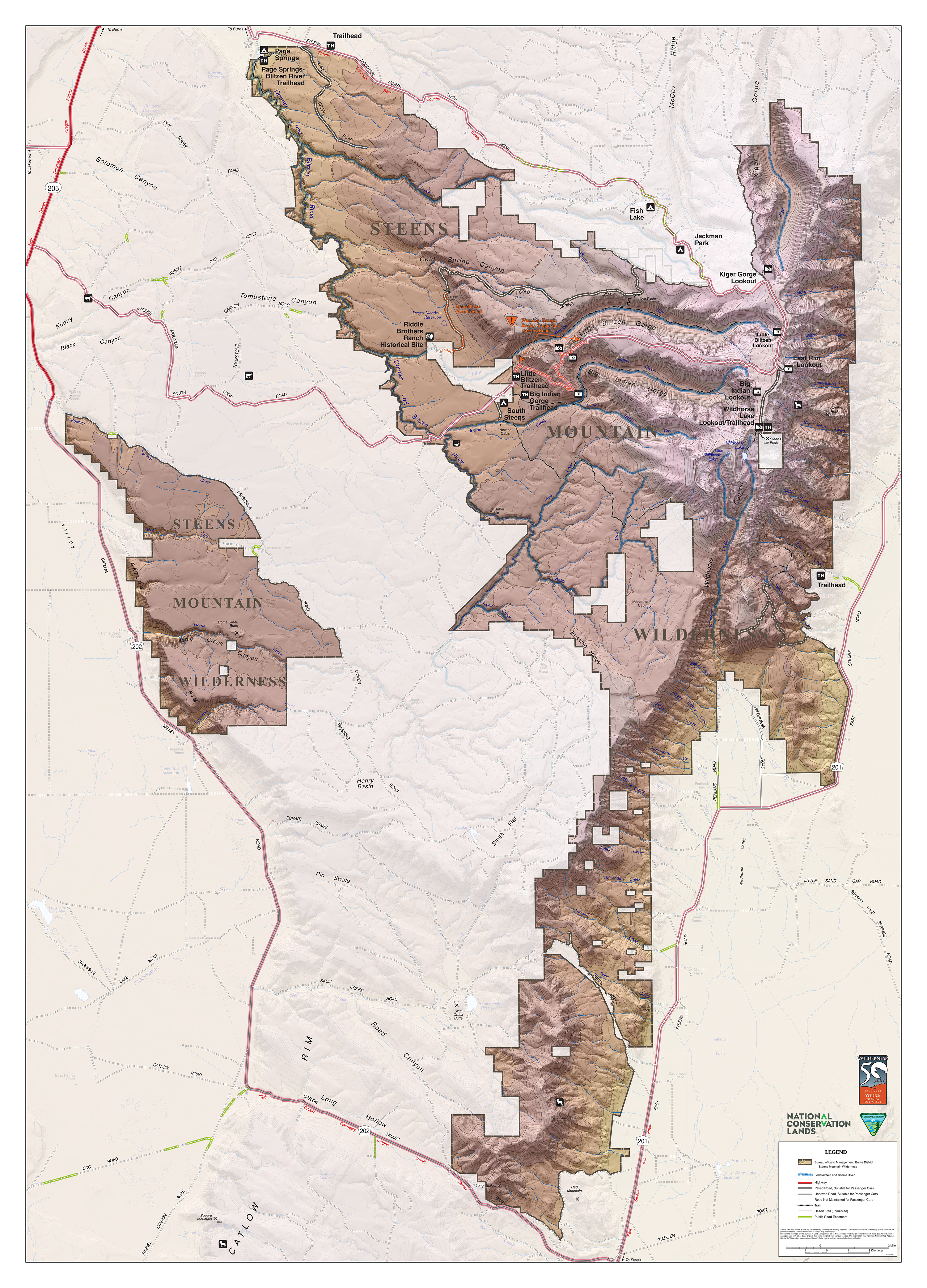
Carte du BLM pour Steens Mountain.

Le 24 octobre 2000, le président Bill Clinton a approuvé le Steens Mountain Cooperative Management and Protective Act. La loi a été créée par les propriétaires fonciers locaux en coopération avec les représentants des gouvernements locaux et nationaux en réponse à un projet de monument national. Cette loi a créé la Steens Mountain BLM Cooperative Management and Protection Area, sur 1 720 km2. Cette loi protège 4 860 km2 de l'exploitation minière et 405 km2 du pâturage du bétail.

### Tourisme
Le versant ouest de Steens Mountain est traversé par une route circulaire de 84 km de long, qui convient aux véhicules de tourisme. La route atteint une altitude de 3 000 m, ce qui en fait la route la plus haute de l'Oregon. Il est possible de conduire presque jusqu'au sommet de la montagne et vers d'autres points de vue tels que la gorge de Kiger. Steens Mountain abrite également le Steens Mountain High Altitude Running Camp.
Parmi les autres activités de loisirs appréciées sur et autour de Steens Mountain figurent le camping, le pique-nique, le vélo, la randonnée, la chasse, le tourisme, l'alpinisme et l'exploration. Il y a de nombreuses sources chaudes le long de la base de Steens Mountain, dont les sources chaudes d'Alvord. Loin des lumières de la ville, l'observation des étoiles est également populaire.